# Bruno Mädler

Bruno Mädler

Bruno Mädler  (* 15. April 1855 in Leipzig; † 1917 in Berlin) war ein deutscher Unternehmer. Er wurde bekannt durch die Unternehmensgründung des gleichnamigen Maschinenbauunternehmens im Jahr 1882, das bis heute unter dem Firmennamen Mädler in vierter Generation weltweit tätig ist.  

## Leben
Bruno Mädler stammte aus einer Unternehmerfamilie. Er wurde als Sohn von Carl Moritz und Eleonora (geb. Grumpelt) in Leipzig  geboren. 1850 hatte der Vater die Koffer- und Taschenfabrik Moritz Mädler gegründet, die nach seinem Tod von Brunos älteren Brüdern Paul Moritz und Anton Mädler weitergeführt wurde. Bruno Mädler wuchs in Leipzig auf. Sein Bruder Anton initiierte 1912 den Bau der Mädlerpassage in Leipzig nach dem Vorbild der Mailänder Galleria Vittorio Emanuele II. Er war verheiratet mit Clara Mädler (geb. Riehm), die am 22. August 1881 den gemeinsamen Sohn Walter in Berlin zur Welt brachte.

## Schaffen

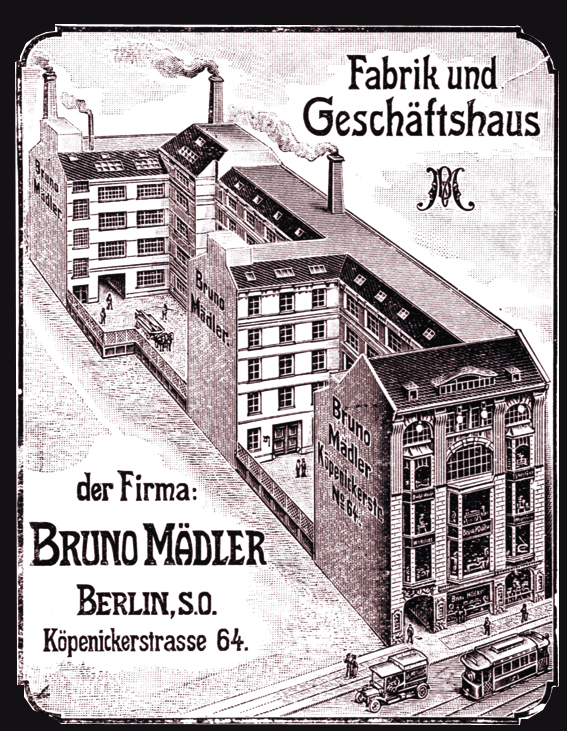
Mädler Fabrik und Geschäftshaus, Köpenicker Str. 64, Berlin (1905)

Am 9. November 1882 gründete Bruno Mädler in Berlin eine Handlung für Baubeschläge, Werkzeuge, Gießereiartikel, Patenttürschließer, Türbeschläge, Nieten, Schrauben und Muttern.  Nach seinem Tod führte sein einziger Sohn Walter das Unternehmen weiter. Walter Mädlers Ehefrau Irma war eine geborene Hoffmann und verwandt mit dem deutschen Unternehmer Hugo Hoffmann aus Berlin, der 1881 mit der Schokoladenmarke Sarotti bekannt wurde. In den dreißiger Jahren hatte das Unternehmen Mädler ca. 300 Mitarbeiter und zählte zu den führenden Werkzeug- und Maschinenbau-Unternehmen in Deutschland.

## Belege
1. ↑  Marion Bär: Familie und Geschichte. Hrsg.: Manfred Dreiss. Band I, 2. Jahrgang, Heft 1, Januar-März 1993. Degerner & Co., Neustadt/Aisch 1993, S. 152.
2. ↑  Marion Bär: Familie und Geschichte. Hrsg.: Manfred Dreiss. Band I, 2. Jahrgang, Heft 1, Januar-März 1993. Degener & Co., Neustadt/Aisch 1993, S. 156.
3. ↑  Günther Gall: Mädler Lederwarenindustrielle. In: Deutsche Biographie. Abgerufen am 13. Oktober 2021.
4. ↑  Neue deutsche Biographie. 1987, abgerufen am 13. Oktober 2021.
5. ↑  Marion Bär: Familie und Geschichte. Hrsg.: Manfred Dreiss. Band I, 2. Jahrgang, Heft 1, Januar-März 1993. Degener & Co., Neustadt/Aisch 1993, S. 152.
6. ↑  P. Schwoch: Die Köpenicker Straße Nr. 64. In: Die Köpenicker Straße in Berlin Mitte und Kreuzberg. Abgerufen am 13. Oktober 2021.
7. ↑  Eine Reise durch die Zeit - Sarotti - von 1852 bis heute. In: Sarotti Website. Abgerufen am 13. Oktober 2021.
8. ↑  Wolfgang Jordan: Bruno Mädler, Berlin. In: KLEINES WERKZEUGMUSEUM. Abgerufen am 13. Oktober 2021.

| Personendaten    | Personendaten         |
| ---------------- | --------------------- |
| NAME             | Mädler, Bruno         |
| KURZBESCHREIBUNG | deutscher Unternehmer |
| GEBURTSDATUM     | 15. April 1855        |
| GEBURTSORT       | Leipzig, Deutschland  |
| STERBEDATUM      | 1917                  |
| STERBEORT        | Berlin, Deutschland   |